# Onthophagus octonaevus
Onthophagus octonaevus là một loài bọ cánh cứng trong họ Bọ hung (Scarabaeidae).